# Лас Љувијас де Оро (Ла Тринитарија)
Лас Љувијас де Оро (шп. Las Lluvias de Oro) насеље је у Мексику у савезној држави Чијапас у општини Ла Тринитарија. Насеље се налази на надморској висини од 760 м.

## Становништво
Према подацима из 2010. године у насељу је живело 11 становника.

### Хронологија
| Година       | 2000          | 2010 |
| ------------ | ------------- | ---- |
| Становништво | 120 (62 / 58) | 11   |

### Попис
| # | Индикатор                     | Вредност |
| - | ----------------------------- | -------- |
| 1 | Укупно домаћинстава           | 2        |
| 2 | Укупно насељених домаћинстава | 2        |
| 3 | Величина локације             | 1        |